# Zenodotos (Bischof von Telmessos)
Zenodotos war ein Bischof von Telmessos in Lykien.
Er ist nachgewiesen als Teilnehmer des Konzils von Chalcedon im Jahr 451. Eventuell ist er zudem identisch mit einem Teilnehmer der Synode von Ephesos im Jahr 476, die von Thimotheos von Alexandria zusammengerufen wurde.